# Comet Queen
Comet Queen è un personaggio dei fumetti pubblicati da DC Comics. È stata un'alleata della Legione dei Super-Eroi prima di Ora Zero.

## Biografia del personaggio

### Pre-Ora Zero
Grava della Colonia di Extal fu una fan di Star Boy da lungo tempo, e volle disperatamente diventare un membro della Legione dei Super Eroi. Sperando di ottenere dei superpoteri si gettò stupidamente da una nave spaziale nella coda di una cometa di passaggio - non sapendo che Star Boy volò nel mezzo di una cometa in particolare mentre era nella sua navicella, e che non fu protetto che da una semplice tuta spaziale. Fortunatamente per lei la sua bravata funzionò, e la cometa le diede l'abilità di sopravvivere nel vuoto dello spazio così come l'abilità di emettere vari "gas da cometa".
La coda della cometa alterò anche la forma fisica di Grava, dando ai suoi capelli la sembianza di fiamme in continua alimentazione; presentata nominalmente come umanoide in un flashback, sembrò che suo padre derivasse da una specie in qualche modo sviluppatasi dai ratti, e ciò suggerirebbe che ci fu o una parentela mista o un'adozione.
In Tales of the Legion of Super-Heroes n. 336 (giugno 1986), il Legionario di riserva Bouncing Boy descrisse al suo compagno Superboy di come incontrò la giovane eroina mentre era in un viaggio di piacere su un pianeta chiamato Quaal III; Comet Queen entrò di soppiatto nella sua camera in hotel e gli si presentò, dichiarando che lui era il suo "Legionario personale". Inizialmente Bouncing Boy rifiutò il suo primo tentativo entrare nella Legione sulla base che la giovane ancora non aveva dato prova di sé stessa. Successivamente, scoprì da numerosi ospiti dell'albergo, compreso il padre di Grava, che la ragazza entrò in una strana forma di avvilimento alla ricerca dei mari di lava di Quaal III al fine di trovare i mitici nativi del pianeta, una "super missione" al fine di dimostrarsi valida - ripetendo il tentativo di Supergirl di unirsi alla Legione scavando e trovando vari artefatti terrestri. Invece, Bouncing Boy e Comet Queen finirono in una situazione vicino alla morte finché non lavorarono insieme, combinando i loro poteri, e riuscendo a fuggire.
Il risultato dell'avventura di Bouncing Boy con Comet Queen fu l'ammissione della ragazza all'Accademia della Legione, ubicata a Montauk Point (a una distanza di sicurezza dalla stessa Legione) per l'addestramento di routine, e fu una studentessa di Bouncing Boy e sua moglie Duo Damsel. Fu qui che Grava divenne amica di altri aiuti della Legione, come la presunta discendente di Superman, Laurel Kent, e il cugino di Shadow Lass, Shadow Kid.
L'inusuale apparenza di Comet Queen è pari solo al suo strano modo di parlare - il suo dialogo è pieno di privati slang bizzarri che incorporano parole correlate ai corpi celesti apparentemente a caso. In particolare, le piace dire cose come: "Limite di velocità-C", "stella-particolare", "totalmente gravitato", "starshine" o "vai nova". Il suo dialogo è spesso presente in palloni quadrati tinti di giallo con linee leggere, e i suoi ritmi idiosincratici sbalordiscono coloro intorno a lei.
Tempo dopo, fu reclutata in una versione di breve durata della Legione degli Eroi Sostituti; questa versione fu formata da Cosmic Boy al fine di compiere delle missioni speciali. Altri membri del gruppo inclusero Night Girl e Karate Kid II, così come gli ex insegnanti Bouncing Boy e Duo Damsel.

### Post-Ora Zero
Comet Queen comparve due volte dopo Zero Hour: Crisis in Time, in Legionnaires n. 43 (dicembre 1996), e successivamente comparve come membro della nuova Accademia della Legione in Legion n. 25.

### Post-Crisi Infinita
Comet Queen comparve successivamente in Crisi finale: la Legione dei 3 mondi n. 5, tra numerosi Legionari provenienti da realtà alternative e personaggi correlati alla Legione che furono portati lì per combattere contro Time Trapper.
Comet Queen fece un'altra comparsa in Legione dei Super Eroi (serie corrente) n. 6, come parte della classe attiva dell'Accademia della Legione.

## Poteri e abilità
Dopo l'esposizione alla coda di una cometa, Comet Queen ottenne l'abilità di volare, anche nel vuoto dello spazio. Può anche emettere una varietà di gas nocivi che può utilizzare per fermare i suoi nemici.